# Venusia (geslacht)
Venusia is een geslacht van vlinders van de familie spanners (Geometridae).

## Soorten
- V. accentuata Prout, 1914
- V. albinea Prout, 1938
- V. apicistrigaria Djakonov, 1936
- V. biangulata Sterneck, 1928
- V. blomeri (Curtis, 1832)
- V. brevipectinata Prout, 1938
- V. cambrica Curtis, 1839
- V. comptaria Walker, 1860
- V. conisaria Hampson, 1903
- V. crassisigna Inoue, 1987
- V. distrigaria (Boisduval, 1833)
- V. eucosma Prout, 1914
- V. inefficax Prout, 1938
- V. kasyata Wiltshire, 1966
- V. kioudjrouaria Oberthür, 1893
- V. laria Oberthür, 1893
- V. lilacina Warren, 1893
- V. limata Inoue, 1982
- V. lineata Wileman, 1916
- V. marmoraria Leech, 1897
- V. megaspilata Warren, 1895
- V. naparia Oberthür, 1893
- V. nigrifurca Prout, 1926
- V. obliquisigna Moore, 1888
- V. ochrota Hampson, 1903

- V. pallidaria Hampson, 1903
- V. participata Grentzenberg, 1869
- V. pearsalli Dyar, 1906
- V. phasma Butler, 1879
- V. planicaput Inoue, 1987
- V. punctiuncula Prout, 1938
- V. purpuraria Hampson, 1895
- V. semistrigata Christoph, 1880
- V. sikkimensis Elwes, 1893
- V. syngenes Wehrli, 1931
- V. tchraria Oberthür, 1893
- V. violettaria Wehrli, 1931
- V. yasudai Inoue, 1987